# Красавица и Чудовище (саундтрек, 2017)
Красавица и Чудовище (саундтрек) (англ. Beauty and the Beast: Original Motion Picture Soundtrack) ― саундтрек к фильму «Красавица и Чудовище» 2017 года. Он состоит из песен из оригинального мультфильма, написанных Ховардом Эшманом и Тимом Райсом, трёх новых песен, написанных Менкеном и Райсом, и музыки, написанной Менкеном.
В песнях используется вокал актёрского состава фильма, в том числе Эммы Уотсон, Дэна Стивенса, Люка Эванса, Кевина Клайна, Джоша Гэда, Юэна Макгрегора, Стэнли Туччи, Одры Макдональд, Гугу Мбаты-Роу, Натана Мака, Иэна Маккеллена и Эммы Томпсон.

## Список композиций
Вся музыка написана Аланом Менкеном.
| №                   | Название                                                            | Текст песни         | Исполнитель(и)                                                                                      | Длительность |
| ------------------- | ------------------------------------------------------------------- | ------------------- | --------------------------------------------------------------------------------------------------- | ------------ |
| 1.                  | «Overture»                                                          |                     | | 3:05         |
| 2.                  | «Main Title: Prologue Pt. 1» (Включает повествование Хэтти Морахан) |                     | | 0:42         |
| 3.                  | «Aria»                                                              | Тим Райс            | Одра Макдональд                                                                                     | 1:02         |
| 4.                  | «Main Title: Prologue Pt. 2» (Включает повествование Хэтти Морахан) |                     | | 2:21         |
| 5.                  | «Belle»                                                             | Ховард Эшман        | Эмма Уотсон Люк Эванс Ансамбль                                                                      | 5:33         |
| 6.                  | «How Does a Moment Last Forever (Music Box)»                        | Райс                | Кевин Клайн                                                                                         | 1:03         |
| 7.                  | «Belle (Реприза)»                                                   | Эшман               | Уотсон                                                                                              | 1:15         |
| 8.                  | «Gaston»                                                            | Эшман               | Эванс Джош Гэд Ансамбль                                                                             | 4:25         |
| 9.                  | «Be Our Guest»                                                      | Эшман               | Юэн Макгрегор Эмма Томпсон Гугу Мбата-Роу Иэн Маккеллен                                             | 4:48         |
| 10.                 | «Days in the Sun»                                                   | Райс                | Адам Митчелл Стэнли Туччи Макгрегор Мбата-Роу Томпсон Макдональд Уотсон Маккеллен Клайв Роу [англ.] | 2:40         |
| 11.                 | «Something There»                                                   | Эшман               | Уотсон Дэн Стивенс Томпсон Натан Мак Маккеллен Макгрегор Мбата-Роу                                  | 2:54         |
| 12.                 | «How Does a Moment Last Forever (Montmartre)»                       | Райс                | Уотсон                                                                                              | 1:55         |
| 13.                 | «Beauty and the Beast»                                              | Эшман               | Томпсон                                                                                             | 3:19         |
| 14.                 | «Evermore»                                                          | Райс                | Стивенс                                                                                             | 3:14         |
| 15.                 | «The Mob Song»                                                      | Эшман               | Эванс Гэд Ансамбль Уотсон Маккеллен Туччи Мак Мбата-Роу Макгрегор Джерард Хоран [англ.] Хейдн Гуинн | 2:28         |
| 16.                 | «Beauty and the Beast (Finale)»                                     | Эшман               | Макдональд Томпсон Ансамбль                                                                         | 2:14         |
| 17.                 | «How Does a Moment Last Forever»                                    | Райс                | Селин Дион                                                                                          | 3:37         |
| 18.                 | «Beauty and the Beast»                                              | Эшман               | Ариана Гранде Джон Ледженд                                                                          | 3:47         |
| 19.                 | «Evermore»                                                          | Райс                | Джош Гробан                                                                                         | 3:09         |
| Общая длительность: | Общая длительность:                                                 | Общая длительность: | Общая длительность:                                                                                 | 53:43        |

| №                   | Название                                             | Текст песни         | Исполнитель(и)      | Длительность |
| ------------------- | ---------------------------------------------------- | ------------------- | ------------------- | ------------ |
| 20.                 | «Aria» (демо)                                        | Райс                | Менкен              | 0:36         |
| 21.                 | «How Does a Moment Last Forever (Music Box)» (демо)  | Райс                | Менкен              | 0:59         |
| 22.                 | «Days in the Sun» (демо)                             | Райс                | Менкен              | 3:30         |
| 23.                 | «How Does a Moment Last Forever (Montmartre)» (демо) | Райс                | Менкен              | 1:21         |
| 24.                 | «Evermore» (демо)                                    | Райс                | Менкен              | 2:55         |
| Общая длительность: | Общая длительность:                                  | Общая длительность: | Общая длительность: | 63:05        |

| №                   | Название                 | Длительность |
| ------------------- | ------------------------ | ------------ |
| 1.                  | «Main Title: Prologue»   | 3:01         |
| 2.                  | «Belle Meets Gaston»     | 0:54         |
| 3.                  | «Your Mother»            | 2:13         |
| 4.                  | «The Laverie»            | 1:22         |
| 5.                  | «Wolf Chase»             | 3:14         |
| 6.                  | «Entering the Castle»    | 1:18         |
| 7.                  | «A White Rose»           | 3:57         |
| 8.                  | «The Beast»              | 4:03         |
| 9.                  | «Meet the Staff»         | 1:00         |
| 10.                 | «Home (extended mix)»    | 2:04         |
| 11.                 | «Madame de Garderobe»    | 1:28         |
| 12.                 | «There's a Beast»        | 2:02         |
| 13.                 | «A Petal Drops»          | 1:02         |
| 14.                 | «A Bracing Cup of Tea»   | 2:06         |
| 15.                 | «The West Wing»          | 2:58         |
| 16.                 | «Wolves Attack Belle»    | 3:17         |
| 17.                 | «The Library»            | 3:05         |
| 18.                 | «Colonnade Chat»         | 2:54         |
| 19.                 | «The Plague»             | 0:51         |
| 20.                 | «Maurice Accuses Gaston» | 2:01         |
| 21.                 | «Beast Takes a Bath»     | 1:21         |
| 22.                 | «The Dress»              | 1:01         |
| 23.                 | «You Must Go to Him»     | 2:50         |
| 24.                 | «Belle Stops the Wagon»  | 2:42         |
| 25.                 | «Castle Under Attack»    | 4:20         |
| 26.                 | «Turret Pursuit»         | 2:12         |
| 27.                 | «You Came Back»          | 5:13         |
| 28.                 | «Transformations»        | 4:06         |
| Общая длительность: | Общая длительность:      | 68:50        |

- Делюкс-издание на потоковых сервисах открывается треками 17-19 на первом диске, сохраняя после этого тот же порядок воспроизведения.[3]

## Коммерческое исполнение
Альбом дебютировал под номером 3 в чарте Billboard 200 с 57 000 копий, 48 000 из которых — традиционные альбомы продаж. По состоянию на июль 2017 года в США было продано 337000 копий.

## Чарты
| Чарты (2017)                                | Высшая позиция |
| ------------------------------------------- | -------------- |
| Австралия (ARIA)                            | 4              |
| Австрия (Ö3 Austria)                        | 10             |
| Бельгия/Фландрия (Ultratop)                 | 5              |
| Бельгия/Валлония (Ultratop)                 | 11             |
| Канада (Canadian Albums Chart)              | 7              |
| Дания (Hitlisten)                           | 32             |
| Нидерланды (Album Top 100)                  | 33             |
| Финляндия (Suomen virallinen lista)         | 23             |
| Ирландия (IRMA)                             | 8              |
| Italian Compilation Albums (FIMI)           | 5              |
| Mexican Albums (AMPROFON) (Spanish version) | 11             |
| Новая Зеландия (RMNZ)                       | 7              |
| Норвегия (VG-lista)                         | 12             |
| Польша (ZPAV)                               | 46             |
| Шотландия (Scottish Albums Chart)           | 6              |
| South Korean Albums (Gaon)                  | 34             |
| South Korean Albums International (Gaon)    | 1              |
| Испания (PROMUSICAE)                        | 7              |
| Швейцария (Schweizer Hitparade)             | 19             |
| Великобритания (UK Albums Chart)            | 8              |
| 1                                           |                |
| США (Billboard 200)                         | 3              |
| США (Billboard Soundtrack Albums)           | 1              |

| Чарты (2017)                       | Позиция |
| ---------------------------------- | ------- |
| Australian Albums (ARIA)           | 37      |
| Belgian Albums (Ultratop Flanders) | 87      |
| Belgian Albums (Ultratop Wallonia) | 158     |
| Japanese Albums (Billboard Japan)  | 58      |
| UK Albums (OCC)                    | 63      |
| US Billboard 200                   | 45      |
| US Kid Albums (Billboard)          | 17      |
| US Soundtrack Albums (Billboard)   | 3       |

| Чарты (2018)                     | Позиция |
| -------------------------------- | ------- |
| US Soundtrack Albums (Billboard) | 21      |

## Сертификации
| Регион                                                                      | Сертификация | Продажи |
| --------------------------------------------------------------------------- | ------------ | ------- |
| Канада (Music Canada)                                                       | Золотой      | 40 000  |
| Великобритания (BPI)                                                        | Серебряный   | 60 000  |
| Данные о продажах + прослушиваниях приведены только на основе сертификации. |              |         |